# 永续期货
永续期货合约，也称为永续合约，是一种在未来某个时间点买卖资产的协议。不同于普通期货，永续合约没有到期日，它通过现金结算，没有事先确定的到期日，所以可以不用展期，一直持有。合约多空双方头寸的持有者需要定期地付款，其方向和规模取决于合约价格和标的资产价格的差额，或者（如适用）双方杠杆的差额。
经济学家罗伯特·席勒于 1992 年首次提出永续期货，旨在为非流动性资产提供衍生品市场。 然而，永续期货仅在BitMEX于2016 年推出之后在加密货币市场得到发展。  能够使用高杠杆是加密货币永续合约的特征，有时甚至超过保证金的100倍。在市场高度波动的情况下通过使用自动去杠杆化，迫使高杠杆，有利润的交易者损失部分利润来弥补有亏损的另一方。